# ソニービル
ソニービル（英: Sony Building）は、東京都中央区の銀座に所在したビル。外堀通りと晴海通りの交わる数寄屋橋交差点に面していた。
2009年1月1日時点の公示地価は、山野楽器銀座本店、千代田区の丸の内ビルディングに次ぐ、第三位であった。現在、跡地はGinza Sony Parkとなっている。

## 概要
ソニーが自社のショールームとして建築し、1966年（昭和41年）4月29日にオープンした。建設にはソニー創業者の1人で、ソニー企業初代社長の太刀川正三郎が尽力。建築家は芦原義信、建設会社は大成建設。（出典は、それぞれの項目を参照）
モダニズム建築の重要建築物の一つであり、2003年（平成15年）に、DOCOMOMO JAPAN選定 日本におけるモダン・ムーブメントの建築に選ばれている。フランク・ロイド・ライトが設計したグッゲンハイム美術館を参考にして、ビル平面は田の字状に四分割され、各階が「らせん状」につながるスキップフロア形式で構成されていた。
オープン当時は、外壁にはめ込まれた2300個のブラウン管を用いた電光文字表示、1階のパネルヒーティング、日本一速いエレベーターなどで話題を呼んだ。
ソニーグループの製品（特にソニーとソニー・コンピュータエンタテインメント）がフロアごとに分かれて陳列されており、その製品を実際にデモ操作するだけでなく、その場で購入することもできた。
その他には、1Fの英国調パブであるパブ・カーディナルと地下3階のマキシム・ド・パリ（2015年6月30日閉店）は、オープン当時からのテナントであり、レストランやカフェ、PLAZA（旧ソニープラザ）などのショップが、それぞれの時代で交代しながら営業している。
過去には、PlayStationおよびPlayStation 2の両プラットフォームで発売された、ほぼ全てのゲームのディスクを保有し、誰でも無料でプレイすることができるテストプレイのフロアがあり、好評を博していた。
また、トヨタ自動車のショールームとして、池袋にアムラックスを設置するまでトヨタ車が展示してあった。トヨタ自動車が撤退した後は、BMWジャパンが新車を展示したこともあり、日本たばこ産業が自社製品のショールームを設けていたこともあった。
2007年（平成19年）3月7日に完成した最上階のホール「OPUS」では、最新のソニー製プロジェクターや音響機器技術のデモンストレーションを無料で体感できる。1〜4階のショールームのような具体的な民生機器のデモはなく、2008年2月当時、常設の「スーパーハイビジョンプロジェクタ」が稼動していた。
ソニー創業70周年・ソニービル開業50年目にあたる2016年（平成28年）より、7年掛かりで展開される「銀座ソニーパークプロジェクト」により、2017年（平成29年）3月31日をもって営業終了ののち建物解体されることが発表された。ソニービルで営業した最後のイベントは「It's a Sony 展」で、歴代ソニー製品の展示だった。
跡地はイベントスペースを備えた公園「Ginza Sony Park」（銀座ソニーパーク）として整備されることとなり、ソニービル解体後の2018年から2021年までは平面形態で開園、その後新たな建物を建設し2024年に竣工、2025年に立体形態としてグランドオープンした。なおGinza Sony Parkには常設ショールームの機能は無く、かつてソニービルに入居していたソニーショールームとソニーストアは、2016年（平成28年）9月に開業した銀座四丁目交差点にある銀座プレイスの4 - 6階に移転している。

## メロディステップ
開業時より1階と地下1階を繋ぐ階段には、踏むと光と音が出る仕掛けが施されていた。下からド･レ･ミ･ファと長調で3オクターブ（22段）の音が出るため、通称「ドレミ階段」等と呼ばれていたが、2006年7月に公募により「メロディステップ」が正式名称となった。メロディステップ側の銘板には「色々な仕掛けが隠れているので、お楽しみください。」とあり、ステップの踏み方によって隠しコマンドが起動する。現在「最上段（又は最下段）を連続30回踏むとアルペジオモードに移行する」などが知られている。設置より半世紀近く経った現在、このアイデアは世界中に伝播して好評を博している。

## エリア放送
2011年（平成23年）4月に「ホワイトスペース特区」に認定

されて実験試験局による実証実験を開始。
2013年（平成25年）3月に地上一般放送局の免許取得

、2015年（平成27年）3月までワンセグエリア放送を実施していた
。
| 免許人         | 局名                 | 識別信号     | 物理チャンネル | 周波数        | 空中線電力 | ERP    | 業務区域                 |
| -------------- | -------------------- | ------------ | -------------- | ------------- | ---------- | ------ | ------------------------ |
| ソニー株式会社 | ソニー銀座エリア放送 | JOXZ3AX-AREA | 46ch           | 671.142857MHz | 1.53mW     | 1.37mW | 銀座5丁目 ソニービル周辺 |

## ギャラリー

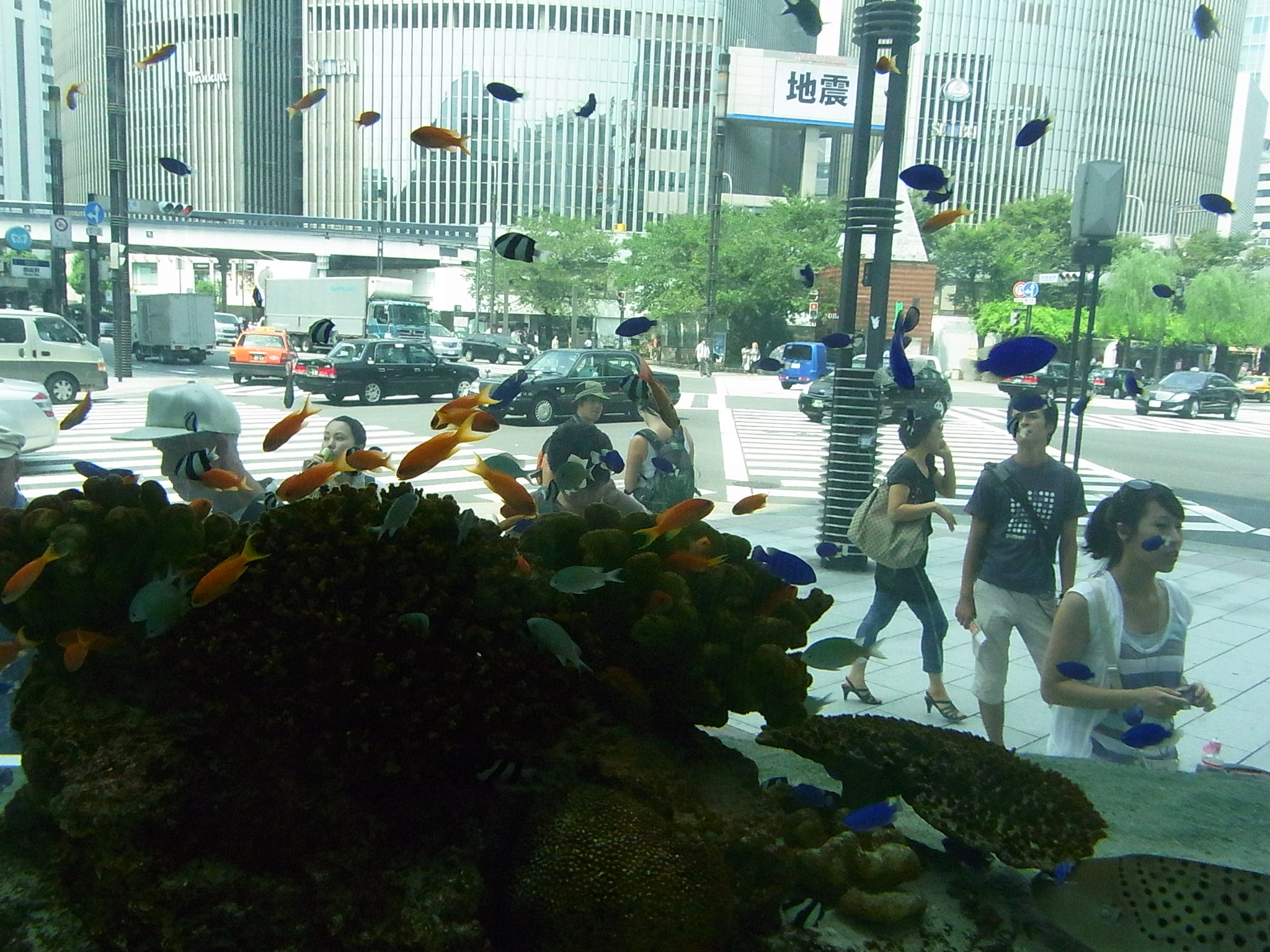
1階ショールーム（2010年8月27日撮影）
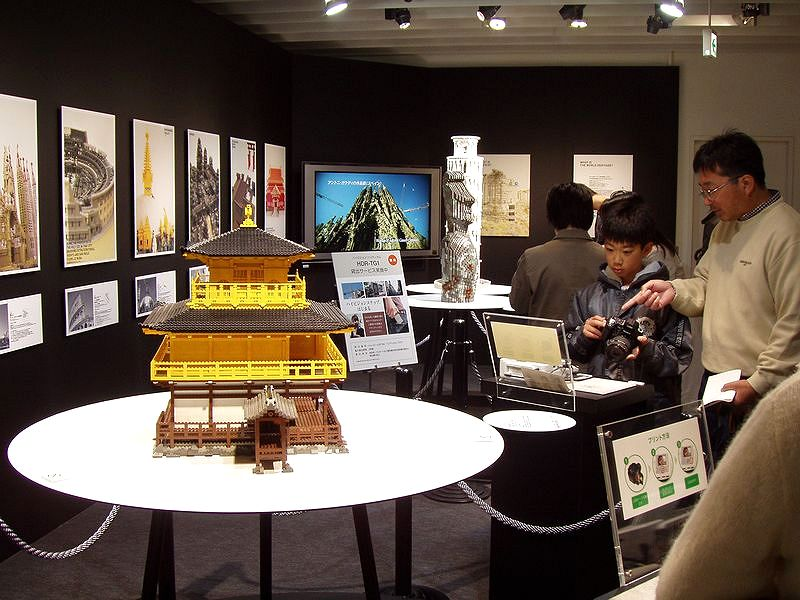
ソニービル店内（2008年5月11日撮影）
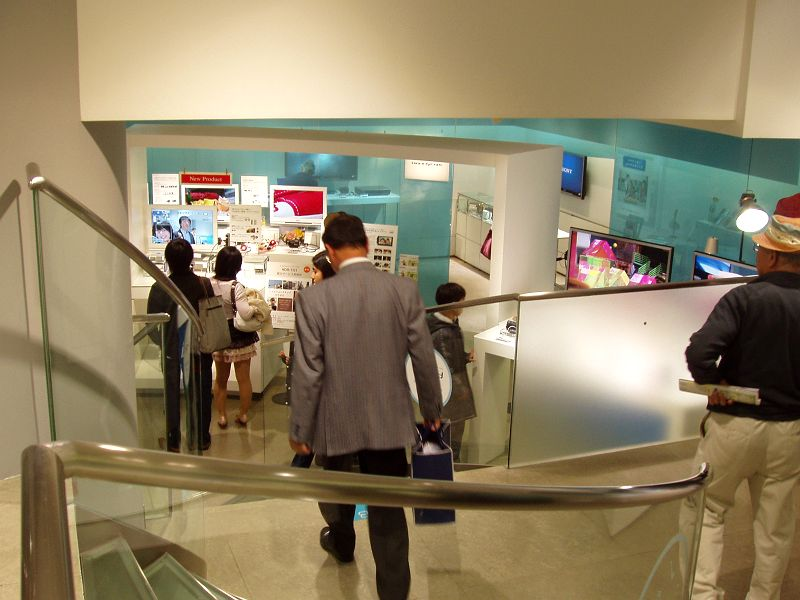
ソニービル店内（2008年5月11日撮影）
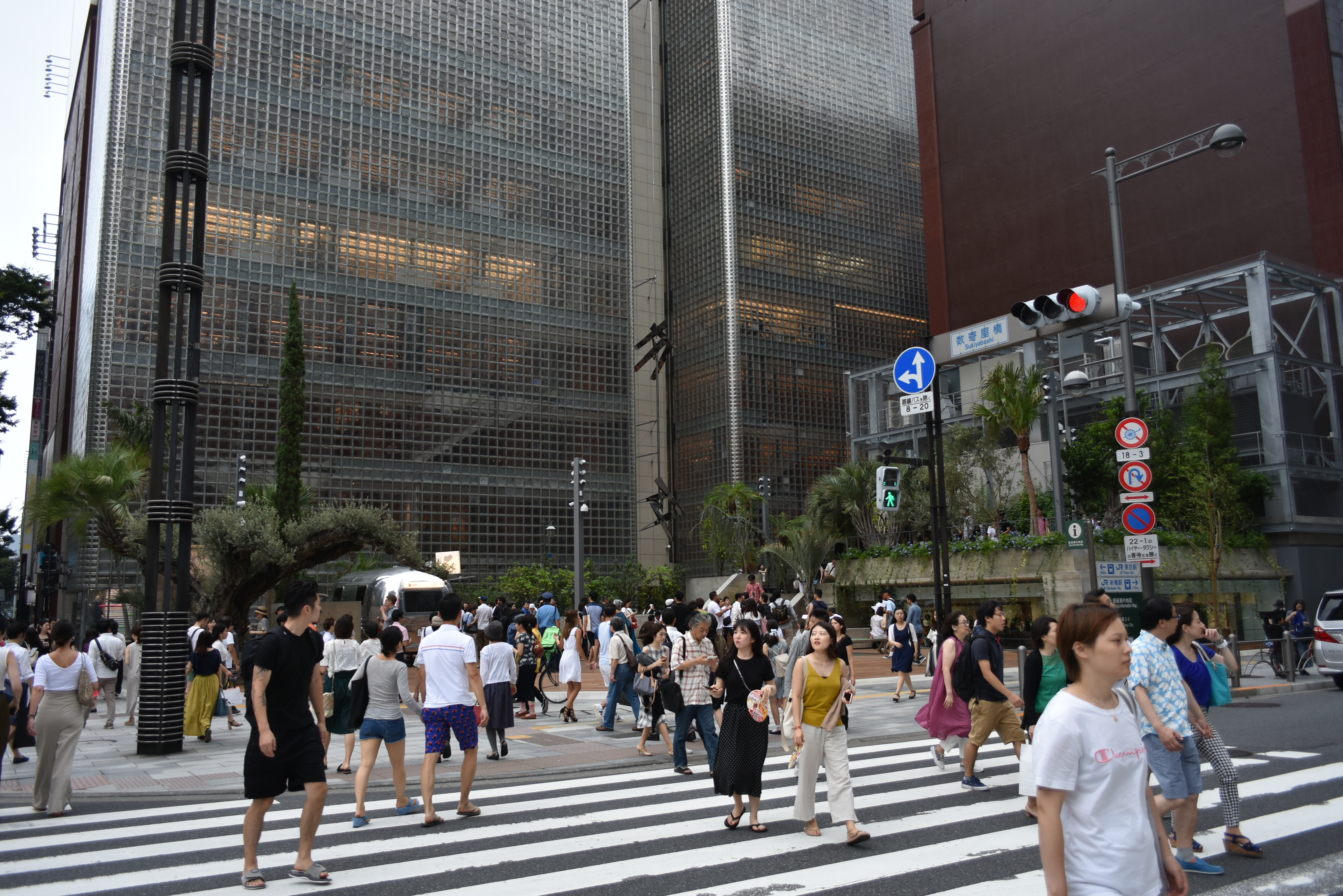
銀座ソニーパーク（2018年8月12日撮影）
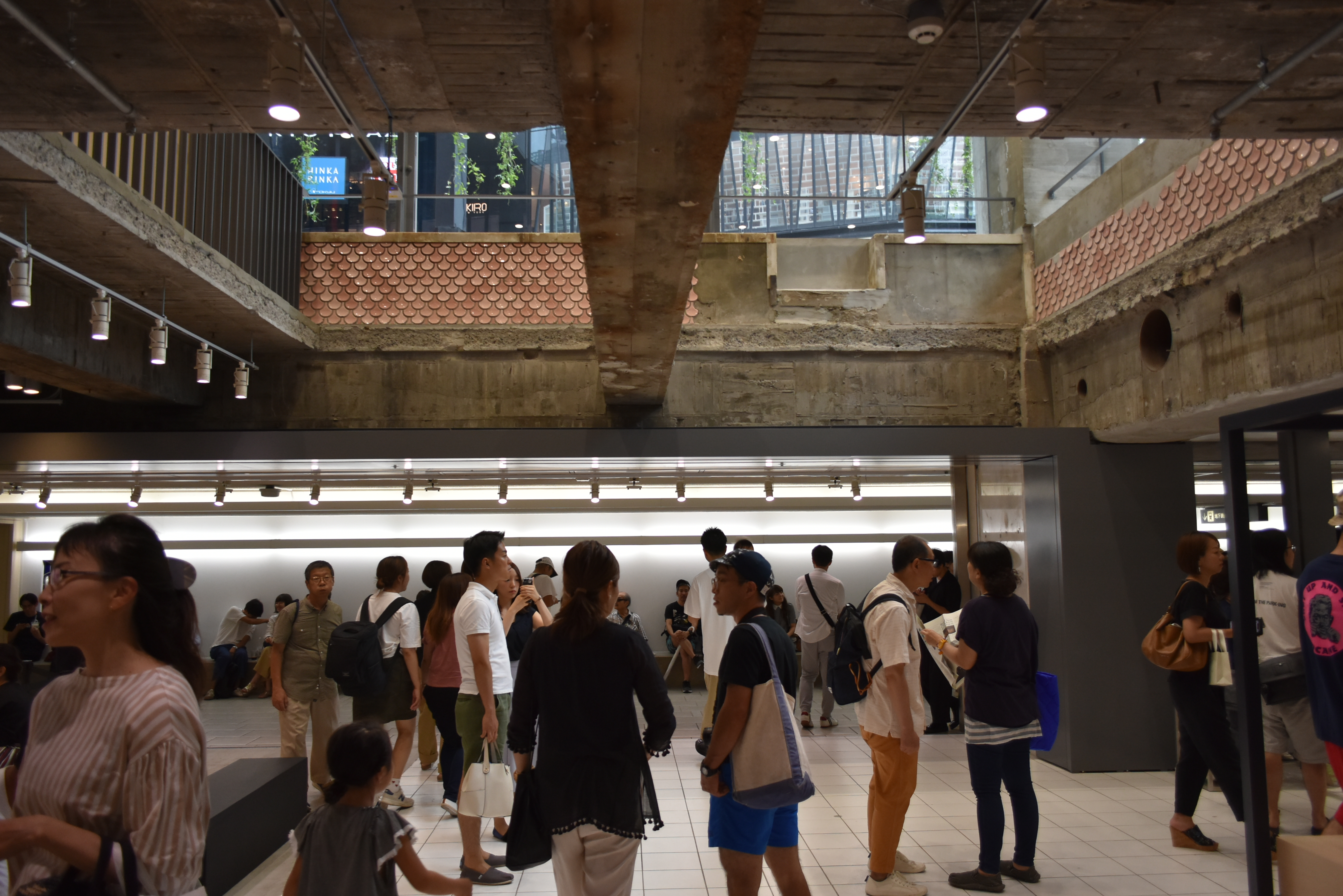
銀座ソニーパーク（2018年8月12日撮影）